# Agrotis aversa
Agrotis aversa là một loài bướm đêm trong họ Noctuidae.